# Michael Raffl
Michael Raffl (* 1. Dezember 1988 in Villach) ist ein österreichischer Eishockeyspieler, der seit Juli 2025 beim österreichischen Klub EC Red Bull Salzburg aus der ICE Hockey League unter Vertrag steht. Zuvor verbrachte der linke Flügelstürmer knapp acht Jahre in der Organisation der Philadelphia Flyers, für die er über 500 NHL-Partien bestritt, und lief kurzzeitig für die Washington Capitals und Dallas Stars in der National Hockey League (NHL) auf.

## Karriere
Michael Raffl ist der Sohn des ehemaligen VSV-Spielers Peter Raffl. Wie sein älterer Bruder Thomas Raffl spielte er schon als Jugendlicher für den EC VSV. Mit 17 Jahren gab Raffl in der Saison 2005/06 sein Debüt in der Kampfmannschaft in der Österreichischen Eishockey-Liga, ein Jahr später war er Stammspieler. In seinen sechs Bundesliga-Spielzeiten beim EC VSV konnte er seine Punkteausbeute kontinuierlich steigern, insgesamt erzielte er bis 2011 in 260 Spielen 146 Scorerpunkte, davon 75 Tore, für den EC VSV in der höchsten österreichischen Spielklasse.
Zur Saison 2011/12 wechselte Raffl zu Leksands IF aus der HockeyAllsvenskan, der zweiten schwedischen Spielklasse. Nach guten Leistungen und dem Meistertitel 2012/13 in der zweithöchsten schwedischen Liga, wurde er vor Beginn der Saison 2013/14 von den Philadelphia Flyers verpflichtet. Er feierte sein Debüt in der National Hockey League am 12. Oktober 2013 gegen die Detroit Red Wings. Sein erstes NHL-Tor erzielte er am 9. Dezember 2013 im Spiel gegen die Ottawa Senators und etablierte sich im Laufe der folgenden Jahre im Aufgebot der Flyers.
Nach knapp acht Jahren und über 500 Partien in Philadelphia wurde Raffl im April 2021 kurz vor der Trade Deadline zu den Washington Capitals transferiert. Im Gegenzug erhielten die Flyers ein Fünftrunden-Wahlrecht im NHL Entry Draft 2021 und übernahmen weiterhin ein Viertel seines Gehalts.
In Washington beendete er die Spielzeit 2020/21 und wechselte anschließend im Juli 2021 als Free Agent zu den Dallas Stars, wo er eine Spielzeit verbrachte. Im August 2022 kehrte der Österreicher nach insgesamt neun Jahren in Nordamerika nach Europa zurück, wo er einen Vertrag beim Lausanne HC aus der Schweizer National League (NL) unterzeichnete. Nach drei Jahren und zwei Vizemeisterschaften mit dem LHC kehrte Raffl im Sommer 2025 nach Österreich zurück, wo er sich dem EC Red Bull Salzburg anschloss.

### International
Im Juniorenbereich nahm Raffl an der U18-Weltmeisterschaft 2006 in der Division I teil. Mit der österreichischen U20-Auswahl nahm er an den Weltmeisterschaften 2007 und 2008, als er in fünf Spielen 13 Punkte erzielte – womit er gemeinsam mit dem deutschen Frank Mauer den Bestwert des Turniers erreichte – und zum besten Stürmer des Turniers gewählt wurde, teil.
Raffl wurde erstmals am 7. Februar 2008 beim 3:2-Erfolg gegen Italien im polnischen Sanok im Herren-Nationalteam eingesetzt. 2009 kam er erstmals bei einer Weltmeisterschaft zum Einsatz, wo er sich jedoch bereits im zweiten Spiel der Top-Division gegen die Vereinigten Staaten das Schlüsselbein brach und für den Rest des Turniers ausfiel. Anschließend kam er bei den Weltmeisterschaften 2011, 2013 und 2015 ebenfalls in der Top-Division zum Einsatz, konnte aber wie schon 2009 den Abstieg in die Division I nicht vermeiden. Der Wiederaufstieg gelang dann jeweils ohne ihn. Zudem vertrat er das Team aus dem Alpenland bei den Qualifikationsturnieren für die Olympischen Winterspiele 2010 und 2014 sowie bei den Winterspielen in Sotschi selbst. Bei den Weltmeisterschaften 2018 und 2019 zählte Raffl wieder zum Kader der österreichischen Nationalmannschaft.

## Erfolge und Auszeichnungen
| - 2006 Österreichischer Meister mit dem EC VSV - 2007 Österreichischer Jugendmeister mit dem EC VSV - 2008 Österreichischer Jugendmeister mit dem EC VSV | - 2013 Meister der HockeyAllsvenskan und Aufstieg in die Elitserien mit Leksands IF - 2024 Schweizer Vizemeister mit dem Lausanne HC - 2025 Schweizer Vizemeister mit dem Lausanne HC |

### International
- 2008 Bester Stürmer der U20-Junioren-Weltmeisterschaft Division I, Gruppe A
- 2008 Topscorer der U20-Junioren-Weltmeisterschaft Division I, Gruppe A

## Karrierestatistik
Stand: Ende der Saison 2024/25

### International
Vertrat Österreich bei:
| - U18-Junioren-Weltmeisterschaft der Division I 2006 - U20-Junioren-Weltmeisterschaft der Division I 2007 - U20-Junioren-Weltmeisterschaft der Division I 2008 - Weltmeisterschaft 2009 - Weltmeisterschaft 2011 - Weltmeisterschaft 2013 | - Olympischen Winterspielen 2014 - Weltmeisterschaft 2015 - Qualifikationsturnier für die Olympischen Winterspiele 2018 - Weltmeisterschaft 2018 - Weltmeisterschaft 2019 |

(Legende zur Spielerstatistik: Sp oder GP = absolvierte Spiele; T oder G = erzielte Tore; V oder A = erzielte Assists; Pkt oder Pts = erzielte Scorerpunkte; SM oder PIM = erhaltene Strafminuten; +/− = Plus/Minus-Bilanz; PP = erzielte Überzahltore; SH = erzielte Unterzahltore; GW = erzielte Siegtore; 1 Play-downs/Relegation; Kursiv: Statistik nicht vollständig)